# Rennrodel-Europameisterschaften 2006
Die 40. Rennrodel-Europameisterschaften wurden 2006 in Winterberg organisiert. Die von der Fédération Internationale de Luge de Course veranstalteten kontinentalen Titelkämpfe wurden am 17. bis zum 22. Januar 2006 ausgetragen. Es gab Wettbewerbe in den Einsitzern für Männer und Frauen, in Doppelsitzern für Männer sowie mit der Staffel. Abgesehen vom letzten Wettbewerb wurden alle Wettbewerbe in zwei Läufen entschieden.
Erfolgreichste Mannschaft wurde das deutsche Team, das drei Goldmedaillen, im Einsitzer der Frauen im Doppelsitzer der Männer und im Team, gewinnen konnte.

## Frauen
Am Start waren insgesamt 29 Sportlerinnen, von denen die 17 zeitschnellsten Athletinnen noch zum zweiten Lauf antreten durften.
Favoritinnen waren die gesetzte Titelverteidigerin Silke Kraushaar sowie ihre Teamkollegin Sylke Otto, die den Weltcup 2005/06 dominierten. Hinzu kam die aufstrebende, damals erst 22-jährige Tatjana Hüfner, die 2005/06 ihre erste volle Weltcup-Saison fuhr und sich angesichts ihrer guten Platzierungen schon frühzeitig für die Olympischen Winterspiele in Turin qualifiziert hatte. Als vierte deutsche Starterin nominierte Bundestrainer Thomas Schwab die 32-jährige Barbara Niedernhuber bei der sich durch häufige verletzungsbedingte Ausfälle schon ein Karriereende andeutete. Das Nachsehen hatte dafür Anke Wischnewski. Alle anderen Starterinnen hatten höchstens Außenseiterchancen, waren die deutschen Athletinnen doch schon seit mehr als zehn Jahren in allen wichtigen Rennen ungeschlagen.
Nach dem ersten Lauf lag nicht unerwartet Silke Kraushaar vor Tatjana Hüfner auf dem ersten Platz. Dahinter folgte Nina Reithmayer aus Österreich vor Barbara Niedernhuber. Die eigentlich Überraschung war aber Sylke Otto, die mehrfache Welt- und Europameisterin sowie Olympiasiegerin hatte ihren ersten Lauf völlig verpatzt und lag nur auf Rang 15. Mit der zweitbesten Zeit im zweiten Lauf könnte die Sächsin eine allzu große Blamage noch verhindern und belegte letztlich in der Gesamtwertung den 6. Platz. Wenige Wochen später wurde Sylke Otto jedoch erneut Olympiasiegerin. Teamkollegin Silke Kraushaar war auch im zweiten Lauf nicht zu schlagen und wurde so zum zweiten Mal Europameisterin. Ihr folgte Tatjana Hüfner, die nach 2004 in Oberhof erneut EM-Silber und damit ihre zweite Medaille bei einer großen Meisterschaft im Seniorenbereich gewinnen konnte. Bedingt durch eine Leistungssteigerung im zweiten Lauf, aber auch von den schwankenden Leistungen der Konkurrenz profitierend, konnte Barbara Niedernhuber, immerhin Gesamtweltcupsiegerin des Vorjahres mit Bronze nochmals eine Medaille bei einem Großereignis gewinnen. Enttäuschend verlief die EM bei den Frauen für die Rodelnation Italien, mit Platz sieben war Anastasie Oberstolz-Orlova beste Italienerin.
Datum: 21. Januar 2006
| Platz | Sportler                     | Land                   | 1. Lauf | 2. Lauf | Zeit            |
| ----- | ---------------------------- | ---------------------- | ------- | ------- | --------------- |
| 1     | Silke Kraushaar              | Deutschland            | 45.413  | 45.194  | 1:30.607        |
| 2     | Tatjana Hüfner               | Deutschland            | 45.423  | 45.338  | 1:30.761 +0.154 |
| 3     | Barbara Niedernhuber         | Deutschland            | 45.666  | 45.270  | 1:30.936 +0.329 |
| 4     | Natalja Jakuschenko          | Ukraine                | 45.841  | 45.357  | 1:31.198 +0.591 |
| 5     | Nina Reithmayer              | Österreich             | 45.641  | 45.593  | 1:31.234 +0.627 |
| 6     | Sylke Otto                   | Deutschland            | 46.043  | 45.238  | 1:31.281 +0.674 |
| 7     | Anastasia Oberstolz-Antonova | Italien                | 45.788  | 45.508  | 1:31.296 +0.689 |
| 8     | Anna Orlova                  | Lettland               | 45.731  | 45.619  | 1:31.350 +0.743 |
| 9     | Maija Tīruma                 | Lettland               | 45.801  | 45.559  | 1:31.360 +0.753 |
| 10    | Lilia Ludan                  | Ukraine                | 45.739  | 45.630  | 1:31.369 +0.762 |
| 11    | Martina Kocher               | Schweiz                | 45.892  | 45.592  | 1:31.484 +0.877 |
| 12    | Julia Anaschkina             | Russland               | 45.959  | 45.617  | 1:31.576 +0.969 |
| 13    | Sonja Manzenreiter           | Österreich             | 45.923  | 45.892  | 1:31.815 +1.208 |
| 14    | Veronika Halder              | Österreich             | 45.987  | 45.858  | 1:31.845 +1.238 |
| 15    | Veronika Sabolová            | Slowakei               | 46.052  | 45.814  | 1:31.866 +1.259 |
| 16    | Aija Katkovska               | Lettland               | 46.068  | 45.868  | 1:31.936 +1.329 |
| 17    | Aiva Aparjode                | Lettland               | 46.010  | 46.067  | 1:32.077 +1.470 |
| 18    | Ewelina Staszulonek          | Polen                  | 46.125  | DNS     | DNS             |
| 19    | Anastasija Skulkina          | Russland               | 46.196  | DNS     | DNS             |
| 20    | Jana Šišajová                | Slowakei               | 46.259  | DNS     | DNS             |
| 21    | Alexandra Rodionowa          | Russland               | 46.307  | DNS     | DNS             |
| 22    | Sarah Podorieszach           | Italien                | 46.339  | DNS     | DNS             |
| 23    | Anahita Panjwani             | Norwegen               | 46.377  | DNS     | DNS             |
| 24    | Marketa Jeriova              | Tschechien             | 46.383  | DNS     | DNS             |
| 25    | Kate Buckby                  | Vereinigtes Königreich | 46.766  | DNS     | DNS             |
| 26    | Masa Topole                  | Slowenien              | 46.954  | DNS     | DNS             |
| 27    | Raluca Strămăturaru          | Rumänien               | 46.979  | DNS     | DNS             |
| 28    | Mihaela Chiraș               | Rumänien               | 56.940  | DNS     | DNS             |
| 29    | Wiktorija Kneib              | Russland               | DNF     | DNF     | DNF             |

## Doppelsitzer Männer
Am Start waren insgesamt 20 Rodeldoppel.
Als Favoriten für den Titel galten die zweifachen Europameister und Titelverteidiger Patric Leitner und Alexander Resch sowie die zweifachen Weltmeister André Florschütz und Torsten Wustlich aus Deutschland, zudem Christian Oberstolz und Patrick Gruber aus Italien. Auch alle anderen Doppel aus Deutschland, Österreich und Italien konnten sich zumindest Hoffnungen auf einen Podestplatz machen.
Es überraschte daher nicht, das Florschütz/Wustlich nach dem ersten Lauf in Führung lagen, allerdings deutete sich schon da ein äußerst knappes Rennen an, denn Leitner/Resch lagen nur drei, Oberstolz/Gruber nur neun Tausendstel hinter dem führenden Duo. Darüber hinaus lagen zwei weitere Doppel noch nicht mal eine Zehntel Sekunde hinter den Führenden, drei weitere Doppel konnten sich ebenfalls noch Medaillenchancen ausrechnen.
Im zweiten Lauf schlugen sich Florschütz/Wustlich selbst. Während viele Doppel ihre Zeiten im zweiten Lauf teilweise um mehrere Zehntel verbesserten, fuhr das führende Duo nur die achtbeste Zeit. Damit rutschten Florschütz/Wustlich noch auf Rang sieben ab. Leitner/Resch verbesserten sich leicht und konnten so letztlich ihren dritten Europameistertitel feiern. Die größte Überraschung gelang aber dem deutschen Duo Schmidt/Forker, die sich durch die zweitbeste Fahrt vom vierten Platz noch auf den Silberrang vorschoben. Diese EM-Medaille sollte gleichzeitig auch der größte Erfolg des Duos bleiben. Die italienischen Mitfavoriten Oberstolz/Gruber konnten trotz der nur sechstbesten Zeit im zweiten Lauf noch Bronze vor den Schiegl-Brüdern aus Österreich sichern. Das Brüderpaar aus Tirol hatte sich nach Rang zehn im ersten Lauf mit der drittbesten Zeit im zweiten Lauf noch auf den vierten Platz vorgeschoben und verpasste letztlich nur um drei Hundertstel eine EM-Medaille.
Datum: 21. Januar 2006
| Platz | Sportler                                  | Land        | 1. Lauf | 2. Lauf | Zeit            |
| ----- | ----------------------------------------- | ----------- | ------- | ------- | --------------- |
| 1     | Patric Leitner Alexander Resch            | Deutschland | 44.953  | 44.871  | 1:29.824        |
| 2     | Sebastian Schmidt André Forker            | Deutschland | 45.001  | 44.885  | 1:29.886 +0.062 |
| 3     | Christian Oberstolz Patrick Gruber        | Italien     | 44.959  | 44.965  | 1:29.924 +0.100 |
| 4     | Markus Schiegl Tobias Schiegl             | Österreich  | 45.035  | 44.919  | 1:29.954 +0.130 |
| 5     | Andris Šics Juris Šics                    | Lettland    | 45.067  | 44.923  | 1:29.990 +0.166 |
| 6     | Gerhard Plankensteiner Oswald Haselrieder | Italien     | 45.066  | 44.928  | 1:29.994 +0.170 |
| 7     | André Florschütz Torsten Wustlich         | Deutschland | 44.950  | 45.084  | 1:30.034 +0.210 |
| 8     | Andreas Linger Wolfgang Linger            | Österreich  | 45.062  | 45.051  | 1:30.113 +0.289 |
| 9     | Hans Peter Fischnaller Klaus Kofler       | Italien     | 45.173  | 45.230  | 1:30.403 +0.579 |
| 10    | Walter Marx Ľubomír Mick                  | Slowakei    | 45.318  | 45.178  | 1:30.496 +0.672 |
| 11    | Peter Penz Georg Fischler                 | Österreich  | 45.297  | 45.230  | 1:30.517 +0.703 |
| 12    | Michail Kusmitsch Juri Wesselow           | Russland    | 45.381  | 45.200  | 1:30.581 +0.757 |
| 13    | Ritvars Steins Pēteris Kalniņš            | Lettland    | 45.622  | 45.446  | 1:31.068 +1.244 |
| 14    | Antonín Brož Lukáš Brož                   | Tschechien  | 45.625  | 45.572  | 1:31.197 +1.373 |
| 15    | Eugen Radu Marian Lăzărescu               | Rumänien    | 45.709  | 45.536  | 1:31.245 +1.421 |
| 16    | Dmitri Chamkin Wladimir Boizow            | Russland    | 45.730  | 45.613  | 1:31.343 +1.519 |
| 17    | Andrij Kis Jurij Haiduk                   | Ukraine     | 45.899  | 45.732  | 1:31.631 +1.807 |
| 18    | Cosmin Chetroiu Ionuț Țăran               | Rumänien    | 45.931  | 45.784  | 1:31.715 +1.891 |
| 19    | Marcin Piekarski Krzysztof Lipiński       | Polen       | 45.899  | 45.732  | 1:31.631 +1.807 |
| 20    | Inārs Kivlenieks Lauris Berzins           | Lettland    | 45.899  | 45.732  | 1:31.631 +1.807 |

## Männer
Am Start waren insgesamt 34 Rodler, von denen 19 auch am zweiten Durchgang teilnahmen. Darüber hinaus wurde acht Athleten aus Übersee eine Startmöglichkeit eingeräumt, um so Wettkampfpraxis für die anstehenden Olympischen Winterspiele in Turin zu sammeln.
Favoriten auf den Titel waren die beiden Führenden des Rennrodel-Weltcups 2005/2006, Armin Zöggeler aus Italien und David Möller aus Deutschland. Hinzu kam vor allem Albert Demtschenko aus Russland, der allerdings bei letzten Weltcup vor der EM in Igls nur den 24. Platz belegt hatte. Nicht gemeldet war Altstar Georg Hackl. Der 39-Jährige war seit einem Bandscheibenvorfall verletzungsgeplagt und war in der laufenden Weltcupsaison nur an drei von sieben Rennen an den Start gegangen. Nach den Olympischen Winterspielen beendete der Berchtesgadener auch folgerichtig seine lange und erfolgreiche Karriere.
In Winterberg zeigte Demtschenko allerdings, das die Vergabe des Europameister-Titels nur über ihn gehen würde. Der schon 34-jährige Weltcupgesamtsieger des Vorjahres, bis dahin nicht eben üppig mit Medaillen dekoriert, fuhr im ersten Lauf Bestzeit und verwies Titelverteidiger Armin Zöggeler auf den zweiten Rang. Schon über ein Zehntel dahinter belegte der Weltmeister von 2004, David Möller, den dritten Platz. An dieser Reihenfolge änderte sich auch im zweiten Lauf nichts mehr. Demtschenko konnte seinen Vorsprung auf Zöggeler von 64 Hundertstel auf fast zwei Zehntel ausbauen, David Möller verlor auf den Italiener auch im zweiten Lauf erneut fast zwei Zehntel und gewann mit Bronze seine zweite EM-Medaille.
Datum: 22. Januar 2006
| Platz | Sportler             | Land        | 1. Lauf | 2. Lauf | Zeit            |
| ----- | -------------------- | ----------- | ------- | ------- | --------------- |
| 1     | Albert Demtschenko   | Russland    | 54.500  | 54.418  | 1:48.918        |
| 2     | Armin Zöggeler       | Italien     | 54.564  | 54.544  | 1:49.108 +0.190 |
| 3     | David Möller         | Deutschland | 54.724  | 54.734  | 1:49.458 +0.540 |
| 4     | Reinhold Rainer      | Italien     | 54.821  | 54.902  | 1:49.723 +0.805 |
| 5     | Jan Eichhorn         | Deutschland | 54.873  | 54.963  | 1:49.836 +0.918 |
| 6     | Viktor Kneib         | Russland    | 54.915  | 55.138  | 1:50.053 +1.135 |
| 7     | Mārtiņš Rubenis      | Lettland    | 55.032  | 55.064  | 1:50.096 +1.178 |
| 8     | Jaroslav Slavik      | Slowakei    | 55.073  | 55.062  | 1:50.135 +1.217 |
| 9     | Denis Geppert        | Deutschland | 55.064  | 55.201  | 1:50.265 +1.347 |
| 10    | Christian Eigentler  | Österreich  | 55.029  | 55.349  | 1:50.378 +1.460 |
| 11    | Rainer Margreiter    | Österreich  | 55.239  | 55.169  | 1:50.408 +1.490 |
| 12    | David Mair           | Italien     | 55.193  | 55.296  | 1:50.489 +1.571 |
| 13    | Stefan Höhener       | Schweiz     | 55.291  | 55.277  | 1:50.568 +1.650 |
| 14    | Martin Abentung      | Österreich  | 55.276  | 55.301  | 1:50.577 +1.659 |
| 15    | Andi Langenhan       | Deutschland | 55.264  | 55.377  | 1:50.641 +1.723 |
| 16    | Wilfried Huber       | Italien     | 55.375  | 55.331  | 1:50.706 +1.788 |
| 17    | Guntis Rēķis         | Lettland    | 55.425  | 55.447  | 1:50.872 +1.954 |
| 18    | Daniel Pfister       | Österreich  | 55.430  | 55.452  | 1:50.882 +1.964 |
| 19    | Kirill Serikow       | Russland    | 55.492  | 55.529  | 1:51.021 +2.103 |
| 20    | Kaspars Dumpis       | Lettland    | 55.532  | DNS     | DNS             |
| 21    | Bengt Walden         | Schweden    | 55.677  | DNS     | DNS             |
| 22    | Thomas Girod         | Frankreich  | 55.780  | DNS     | DNS             |
| 23    | Claes Pettersson     | Schweden    | 55.992  | DNS     | DNS             |
| 24    | Lukáš Brož           | Tschechien  | 56.109  | DNS     | DNS             |
| 25    | Jakub Hyman          | Tschechien  | 56.133  | DNS     | DNS             |
| 26    | Waleri Bespalow      | Russland    | 56.243  | DNS     | DNS             |
| 27    | Domen Pociecha       | Slowenien   | 56.489  | DNS     | DNS             |
| 28    | Alexandru Moldoveanu | Rumänien    | 56.536  | DNS     | DNS             |
| 29    | Petar Iliew          | Bulgarien   | 56.630  | DNS     | DNS             |
| 30    | Bogdan Macovei       | Moldau      | 56.820  | DNS     | DNS             |
| 31    | Branislav Regec      | Slowakei    | 57.400  | DNS     | DNS             |
| 32    | John Nilsson         | Schweden    | 57.547  | DNS     | DNS             |
| 33    | Hacin Grega          | Slowenien   | 58.016  | DNS     | DNS             |
| 34    | Jozef Ninis          | Slowakei    | DNF     | DNF     | DNF             |

## Teamrennen
Am Start waren insgesamt zehn Mannschaften. Der Wettbewerb wurde letztmalig in Einzelrennen ausgetragen, deren einzelne Ergebnisse dann zu einem Mannschaftsergebnis addiert wurden. Zuerst gingen die Doppelsitzer ins Rennen, anschließend die Frauen und als letztes die Männer-Einsitzer. Die Klammern hinter den Laufzeiten geben die Platzierung innerhalb der jeweiligen Gruppe an.
Nach fünf Europa- und Weltmeistertiteln in Folge war das deutsche Team von vornherein der große Favorit. Bundestrainer Thomas Schwab setzte zudem im Wettbewerb mit Silke Kraushaar, David Möller und dem Duo Leitner/Rösch die aktuelle jeweils stärksten Athleten in ihren Wettbewerben ein. Für die Konkurrenz ging es daher von der Form nur um die Silber- und Bronzemedaille. Um diese wetteiferten in den letzten Jahren immer die Teams aus Österreich und Italien. Hinzu kam aber mittlerweile das lettische Team, welches 2003 erstmals eine Silbermedaille im Teamwettbewerb gewinnen konnte.
Beim Auftaktwettbewerb der EM setzte Team Deutschland bereits im Doppelsitzer-Rennen mit dem Duo Leitne/Resch Maßstäbe und übernahmen mit über zwei Zehnteln Vorsprung vor Team Österreich die Führung. Anschließend baute Silke Kraushaar den Vorsprung nach dem Frauenwettbewerb auf fast acht Zehntel Vorsprung vor Team Italien aus. Dieses rang gemeinsam mit dem Teams von Österreich (3.) und Lettland (4.) um die weiteren Podestplätze, wobei zwischen Österreich und Lettland nah zwei Wettbewerben nur drei Tausendstel Abstand lagen. Unter Betrachtung des Umstandes, das mit Albert Demtschenko der stärkste Vertreter des russischen Teams erst noch an den Start ging, hatte auch Team Russland noch eine realistische Medaillenchance. Im Männerwettbewerb reichte David Möller letztlich die drittbeste Zeit, um Team Deutschland mit fast sieben Zehntel Vorsprung ungefährdet zum Sieg zu führen. Während Armin Zöggeler mit Laufbestzeit Silber für Italien absicherte, profitierte Team Lettland von der staken Leistung von Mārtiņš Rubenis. Er nahm dem Österreicher Rainer Margreiter mehr als vier Zehntel ab und sicherte so dem lettischen Team die erste EM-Medaille. Albert Demtschenko machte den Wettkampf mit der zweitbesten Laufzeit zwar nochmals spannend, am Ende fehlte aber fast genau ein Zehntel für die Bronzemedaille und Team Russland belegte den undankbaren vierten Platz.
Datum: 20. Januar 2006
| Platz | Land        | Sportler                                                                       | Laufzeiten                       | Zeit            |
| ----- | ----------- | ------------------------------------------------------------------------------ | -------------------------------- | --------------- |
| 1     | Deutschland | Patric Leitner Alexander Resch Silke Kraushaar David Möller                    | 44.208 (1) 44.850 (1) 55.494 (3) | 2:24.552        |
| 2     | Italien     | Christian Oberstolz Patrick Gruber Anastasia Oberstolz-Antonova Armin Zöggeler | 44.495 (3) 45.332 (4) 55.409 (1) | 2:25.236 +0.684 |
| 3     | Lettland    | Andris Šics Juris Šics Anna Orlova Mārtiņš Rubenis                             | 44.604 (4) 45.290 (3) 55.671 (4) | 2:25.565 +1.013 |
| 4     | Russland    | Michail Kusmitsch Juri Wesselow Julia Anaschkina Albert Demtschenko            | 44.773 (6) 45.460 (6) 55.433 (2) | 2:25.666 +1.114 |
| 5     | Österreich  | Markus Schiegl Tobias Schiegl Sonja Manzenreiter Rainer Margreiter             | 44.488 (2) 45.403 (5) 56.153 (6) | 2:26.044 +1.492 |
| 6     | Slowakei    | Ľubomír Mick Walter Marx Veronika Sabolová Jaroslav Slavik                     | 44.746 (5) 45.515 (7) 56.134 (5) | 2:26.044 +1.492 |
| 7     | Ukraine     | Andrij Kis Jurij Hajduk Natalja Jakuschenko Bengt Walden                       | 45.165 (7) 45.172 (2) 56.186 (7) | 2:26.523 +1.971 |
| 8     | Polen       | Marcin Piekarski Krzysztof Lipiński Ewelina Staszulonek Stefan Höhener         | 45.298 (9) 45.557 (8) 56.769 (8) | 2:27.624 +3.072 |
| 9     | Rumänien    | Cosmin Chetroiu Ionuț Țăran Raluca Strămăturaru Alexandru Moldoveanu           | 45.214 (8) 46.266 (9) 57.067 (9) | 2:28.507 +3.955 |
| 10    | Tschechien  | Antonín Brož Lukáš Brož Markéta Jeriová Jakub Hyman                            | 53.107 (8) 57.566 (8) 55.331 (7) | 2:46.004 +5.141 |

## Medaillenspiegel
| Platz | Land        | Gold | Silber | Bronze | Gesamt |
| ----- | ----------- | ---- | ------ | ------ | ------ |
| 1     | Deutschland | 3    | 2      | 2      | 7      |
| 2     | Russland    | 1    | 0      | 0      | 1      |
| 3     | Italien     | 0    | 2      | 1      | 3      |
| 4     | Lettland    | 0    | 0      | 1      | 1      |